# Julien Duval
Pour les articles homonymes, voir Duval.
Julien Duval, né le 27 mai 1990 à Évreux (Eure), est un coureur cycliste français. Professionnel entre 2013 et 2021, il prend part à des compétitions sur piste et sur route. Son palmarès comprend notamment un titre de champion d'Europe de poursuite par équipes juniors et plusieurs médailles d'or obtenues lors des championnats de France sur piste.

## Biographie

### Débuts cyclistes et parcours chez les amateurs
Julien Duval est membre pendant plusieurs années du pôle inter-régional de cyclisme de Caen situé au lycée Pierre Simon de Laplace.
Spécialiste de la piste, il participe aux championnats de France en 2006, dans la catégorie des cadets (15-16 ans). Il s'adjuge cette année-là deux titres (course à l'américaine et poursuite individuelle).
L'année suivante, chez les juniors (17-18 ans), il devient champion de France et vice-champion d'Europe de poursuite par équipes. En 2008, il décroche cette fois la médaille d'or au championnat d'Europe et récolte deux nouveaux titres de champion de France. Il est sélectionné pour la première fois en équipe de France chez les seniors et participe à la coupe du monde de cyclisme sur piste.
2009 marque sa première année sans titre. Il prend part aux épreuves de coupe du monde de cyclisme sur piste disputées à Cali et Pékin en fin de saison. À Cali, il termine quatrième de la poursuite par équipes et septième de l'américaine, à Pékin huitième de l'américaine et neuvième de la poursuite par équipes.
Il est sélectionné en 2010 pour disputer l'épreuve de poursuite par équipes aux championnats du monde sur piste élites. L'équipe de France prend la neuvième place. Il décroche par la suite le premier titre de champion de France de l’omnium de l’histoire. En fin de saison, il termine onzième de l'omnium lors de la première manche de la coupe du monde sur piste à Melbourne.
Il s'adjuge deux nouveaux titres lors des championnats de France de cyclisme sur piste en 2011 et 2012 et signe un contrat professionnel avec l'équipe continentale Roubaix Lille Métropole pour l'année 2013.

### Carrière professionnelle

#### 2013-2014: Roubaix Lille Métropole
En 2013, ses débuts chez les professionnels sont rapidement couronnés de succès puisqu'il devient champion de France de l'américaine associé à Morgan Kneisky au mois de janvier sur le nouveau vélodrome de Roubaix puis champion de France de poursuite à Hyères en juillet. Sur la route, il termine second de la classique nationale Paris-Troyes avant de gagner le classement du meilleur grimpeur des Quatre Jours de Dunkerque et de finir troisième de Paris-Arras Tour.
Au printemps 2014 il monte de nouveau sur le podium de Paris-Arras Tour après en avoir remporté la 1re étape (contre-la-montre par équipes). Au cours de l'été il se classe second du Grand Prix Cristal Energie devant son ancien coéquipier Kévin Lalouette. Durant l'année il obtient aussi plusieurs places honorifiques lors de courses disputées en France et en Belgique.

#### 2015-2016: professionnel au sein de l'Armée de Terre

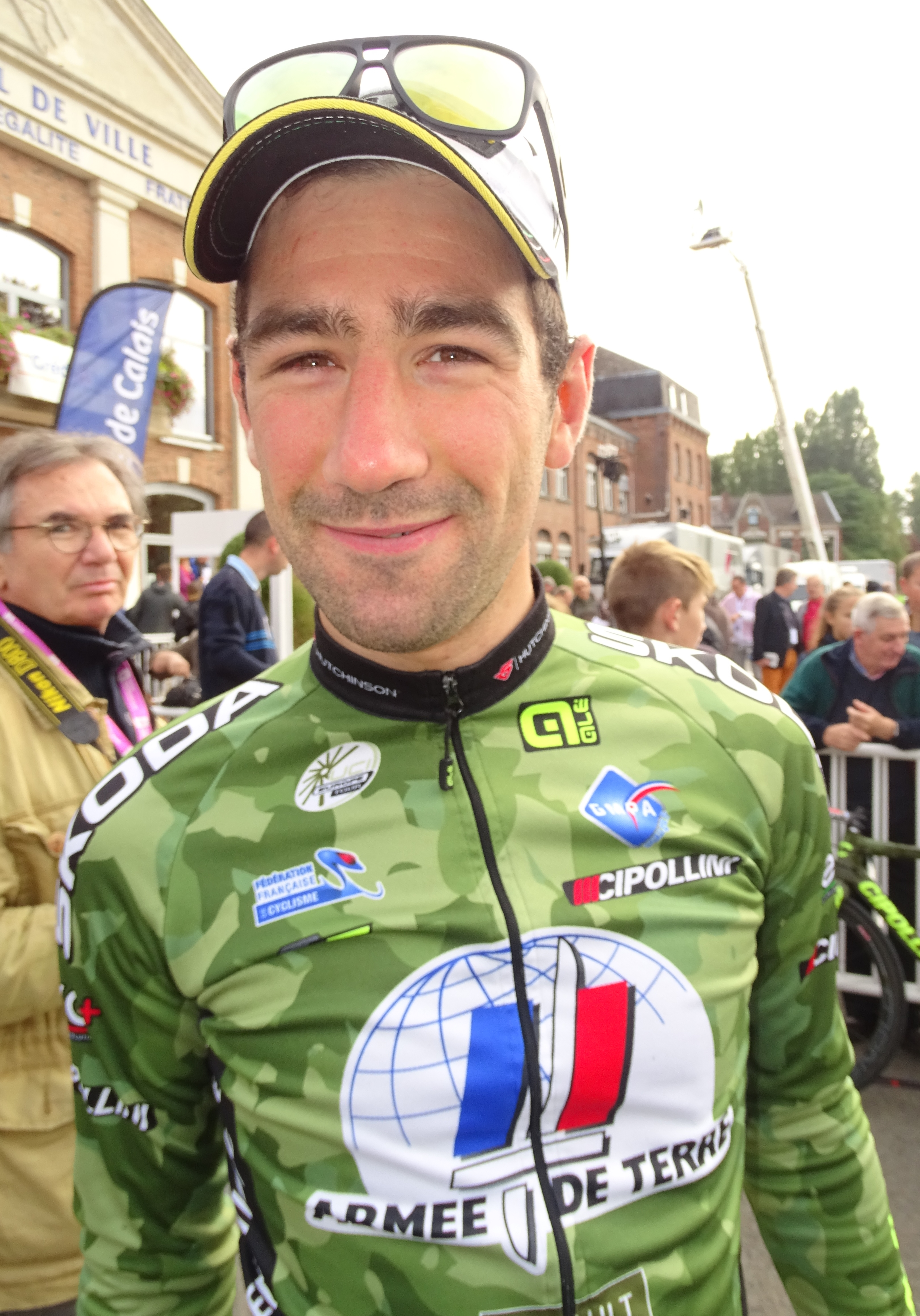
J Duval au départ du Grand Prix de Fourmies 2015.

En 2015, il fait le choix de changer de formation et signe un contrat avec l'équipe continentale Armée de Terre. Sélectionné pour représenter la France lors des mondiaux sur piste du 18 au 22 février 2015 sur le vélodrome de Saint-Quentin-en-Yvelines, il bat deux fois le record de France de la poursuite par équipe avec Bryan Coquard, Damien Gaudin et Julien Morice. Cette performance permet au quatuor tricolore de terminer septième de l'épreuve devant son public. Sur la route, il ne gagne aucune course mais obtient quelques belles places d'honneur. Il termine notamment cinquième de la première étape de l'Étoile de Bessèges à Beaucaire, septième de la troisième étape des Boucles de la Mayenne à Laval ou encore dixième de la première, et seule, édition de la Classica Corsica remportée par le néo-professionnel Thomas Boudat. De retour sur la piste avec l'équipe de France, il remporte l'épreuve de poursuite par équipe de l'Open des nations disputé à Roubaix (avec Julien Morice, Maxime Daniel et Corentin Ermenault) en fin de saison.
Au premier semestre 2016, il se classe troisième de la Roue tourangelle, cinquième des Boucles de l'Aulne et septième des Boucles de la Mayenne. Durant l'été, il termine troisième de la Polynormande seulement battu au sprint par le Canadien Ryan Anderson et le véloce coureur belge Baptiste Planckaert. En fin d'année il réalise encore quelques jolies performances et s'adjuge notamment la sixième place du Tour de Vendée, la neuvième du Grand Prix d'Isbergues ainsi que la treizième du Grand Prix de Fourmies. Ces bons résultats incitent les dirigeants de l'équipe AG2R La Mondiale à lui offrir un contrat d'un an au mois de novembre. Il rejoint à cette occasion une formation membre de l'UCI WorldTour après quatre années passées au sein de deux équipes continentales.

#### 2017-2021: AG2R La Mondiale

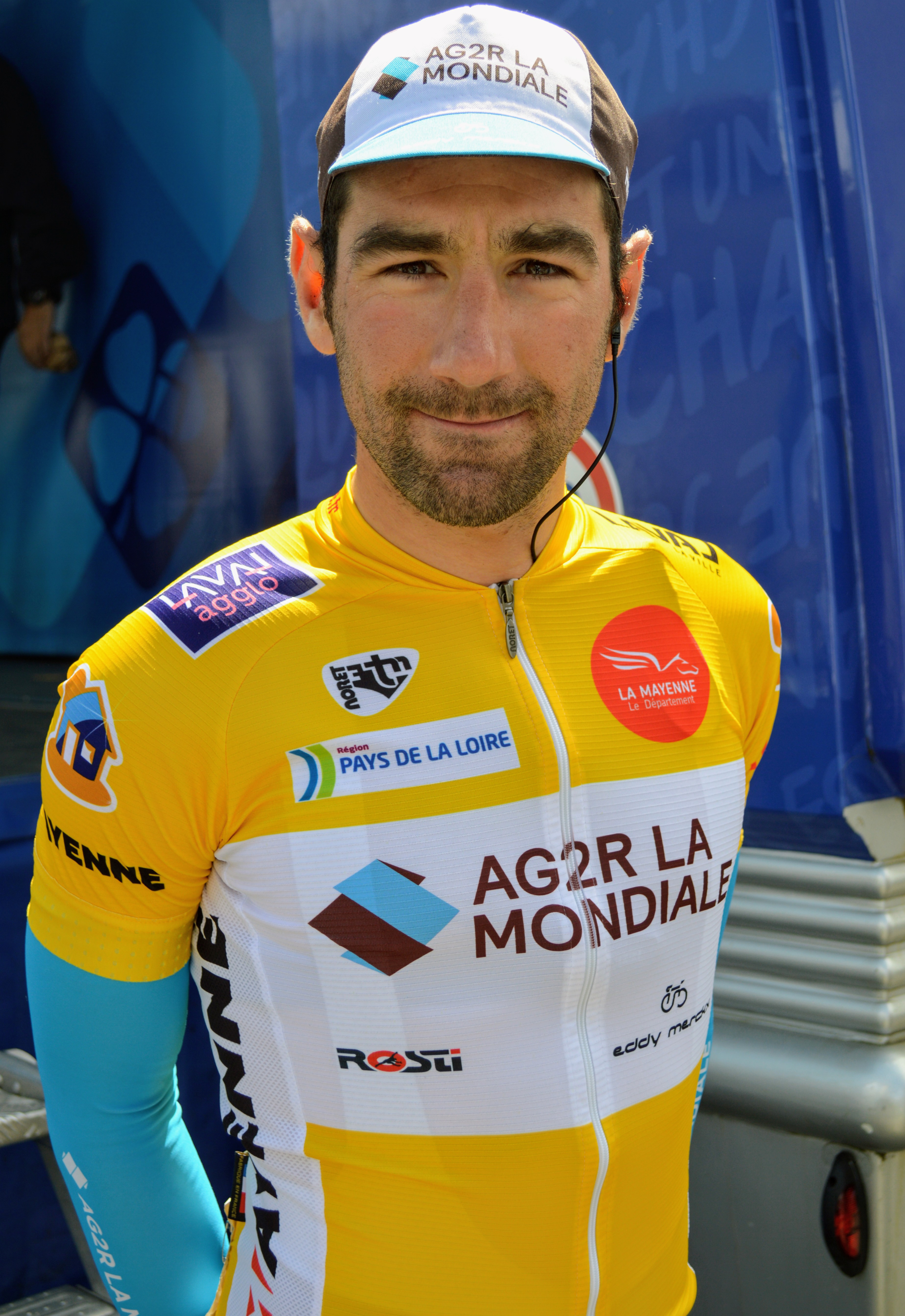
Julien Duval portant le maillot de leader des boucles de Mayenne 2019

Ses débuts sous ses nouvelles couleurs lui permettent de découvrir ses premières épreuves de l'UCI World Tour et les classiques flandriennes puisqu'il court notamment le Circuit Het Nieuwsblad, À travers les Flandres, le Grand Prix E3 et Paris-Roubaix en début de saison.  Il doit cependant attendre la dernière étape des Quatre Jours de Dunkerque pour enregistrer son premier résultat significatif grâce à une troisième place obtenue derrière Adrien Petit et Berden de Vries. Au second semestre, il participe au Tour d'Espagne, son premier grand tour, et boucle l'épreuve en 108e position après avoir travaillé pour son leader Romain Bardet.
Début 2018, il se fait remarquer par son tempérament offensif sur la course belge Kuurne-Bruxelles-Kuurne. Échappé en compagnie de Julien Vermote et Loïc Vliegen, il n'est repris par la meute des sprinters qu'à trois cents mètres de l'arrivée. Il participe ensuite à plusieurs classiques et se classe troisième du Grand Prix de Denain au printemps. En août, il participe une nouvelle fois au Tour d'Espagne en remplacement de son coéquipier Clément Chevrier victime d'une chute à l'entraînement quelques jours avant le départ de cette course.
Julien Duval commence sa saison 2019 au Tour de la Communauté valencienne puis dispute notamment le Tour d'Oman et Tirreno-Adriatico avant de prendre part à la campagne des classiques printanières avec la formation AG2R La Mondiale. Au mois de juin, il se classe deuxième de la première étape des Boucles de la Mayenne 2019 et porte le maillot de leader de cette course pendant une journée. Il termine aussi huitième de la deuxième étape de la Route d'Occitanie avant d'abandonner lors de l'épreuve en ligne du championnats de France de cyclisme sur route. Quelques semaines plus tard, il prolonge de deux ans le contrat qui le lie à son employeur. Fin juillet, il se classe quatrième de la première étape du Tour de Wallonie, il est également sélectionné pour représenter la France aux championnats d'Europe de cyclisme sur route en compagnie d'Arnaud Démare. Il s'adjuge quelques belles places d'honneur en fin de saison. Il termine ainsi cinquième du Tour de l'Eurométropole, neuvième de Paris-Chauny et du Grand Prix de Fourmies.
En 2020, son début d'année est perturbée par la pandémie de Covid-19 qui entraîne l'annulation des courses cyclistes à partir du mois de mars. Il reprend la compétition en août et participe à plusieurs courses italiennes (dont les deux classiques que sont les Strade Bianche et Milan-San Remo) ainsi qu’au Tour de Wallonie. À la fin du mois, il est sélectionné en équipe de France pour participer à l'épreuve de relais mixte des championnats d'Europe de cyclisme sur route organisés à Plouay dans le Morbihan. Il se classe quatrième de cette course qu'il dispute en compagnie de Kévin Vauquelin, Donavan Grondin, Audrey Cordon-Ragot, Maëlle Grossetête et sa sœur Eugénie Duval.
Julien Duval joue un rôle d'équipier sur différentes courses (dont plusieurs classiques belges) mais n'obtient pas de résultats notables au premier semestre 2021. Plus tard dans la saison il se classe quinzième de la Polynormande et se signale par plusieurs échappées sur des courses comme le Tour du Limousin-Périgord en Nouvelle-Aquitaine ou le Benelux Tour. Il met un terme à sa carrière le 17 octobre 2021, à l'issue du Chrono des Nations.

### Vie privée
Sa sœur cadette, Eugénie, est également coureuse cycliste professionnelle et porte les couleurs de la formation FDJ-Suez. Comme lui, elle participe à des compétitions sur route et sur piste. Elle détient d'ailleurs un titre de championne de France de poursuite par équipes gagné en 2016.

## Palmarès sur piste

### Championnats du monde
- Copenhague 2010
  - 9e de la poursuite par équipes
- Apeldoorn 2011
  - 12e de la poursuite par équipes
- Saint-Quentin-en-Yvelines 2015
  - 7e de la poursuite par équipes
- Londres 2016
  - 11e de la poursuite par équipes

### Championnats d'Europe
- Cottbus 2007
  -  Médaillé d'argent de la poursuite par équipes juniors
- Pruszkow 2008
  -  Champion d'Europe de poursuite par équipes juniors (avec Julien Morice, Erwan Téguel et Emmanuel Kéo)
- Saint-Pétersbourg 2010
  -  Médaillé de bronze de la poursuite par équipes espoirs

### Championnats de France
| - 2006 - Champion de France de l'américaine cadets (avec Jessy Groult) - Champion de France de poursuite cadets - 2007 - Champion de France de poursuite par équipes juniors - 3e de la poursuite juniors - 2008 - Champion de France de course aux points juniors - Champion de France de poursuite par équipes juniors - 2e de la poursuite juniors - 3e de l'américaine juniors - 2009 - 2e de la poursuite - 2e du scratch - 2010 - Champion de France de l'omnium - 2e de la poursuite par équipes - 3e de la poursuite - 3e du scratch - 3e de l'américaine | - 2011 - Champion de France de l'américaine (avec Alexandre Lemair) - 2012 - Champion de France de poursuite par équipes - 2013 - Champion de France de l'américaine (avec Morgan Kneisky) - Champion de France de poursuite - 2e de la poursuite par équipes - 3e de l'omnium - 2015 - 2e de l'américaine |  |

### Autres compétitions
- Poursuite par équipe de l'Open des nations 2015 (Roubaix)

## Palmarès sur route

### Par année
| - 2010 - 2e du Circuit du Mené - 2e du Trio normand - 2012 - 2e épreuve du Maillot des Jeunes - Grand Prix de Saint-Pierre-la-Cour - 4e étape du Tour de Mareuil-Verteillac-Ribérac - 2e et 3e épreuves du Challenge Mayennais - Trio normand espoirs (avec Alexis Gougeard et Clément Saint-Martin) - 2e du Grand Prix de Port-en-Bessin-Huppain - 2e du Grand Prix de la Tomate - 3e du Circuit des plages vendéennes - 3e du Grand Prix d'Yquelon - 3e du Grand Prix de Mortagne-au-Perche - 3e du Challenge Mayennais - 3e du Grand Prix de Blangy-sur-Bresle | - 2013 - 2e du Paris-Arras Tour - 3e de Paris-Troyes - 2014 - 1re étape du Paris-Arras Tour (contre-la-montre par équipes) - 2e du Grand Prix Cristal Energie - 3e du Paris-Arras Tour - 2015 - 3e de La Gislard - 2016 - 3e de la Roue tourangelle - 3e de la Polynormande - 2018 - 3e du Grand Prix de Denain |  |

### Résultats sur les grands tours

#### Tour d'Espagne
2 participations
- 2017 : 108e
- 2018 : 157e

## Classements mondiaux
| Année           | 2013 | 2014 | 2015 | 2016 |
| --------------- | ---- | ---- | ---- | ---- |
| UCI Europe Tour | 199e | 237e | 609e | 78e  |